# Naseobina Hrvaćani
Naseobina Hrvaćani (szerbül: Насеобина Хрваћани), település Bosznia-Hercegovinában, a Bosanska Krajina és a Bosanska Posavina közötti átmeneti területen, Prnjavor község területén, a Szerb Köztársaságban. 

## Fekvése
Bosznia-Hercegovina északi részén, Banja Lukától légvonalban 23, közúton 32 km-re északkeletre, községközpontjától légvonalban 15, közúton 18 km-re nyugatra fekvő dombvidéken, a Prnjavort Banja Lukával összekötő főúttól északra, a Dabrak-patak forrásvidékén, 150-238 méteres tengerszint feletti magasságban található. 

## Népessége
| Nemzetiségi csoport | Népesség 1991 | Népesség 2013 |
| ------------------- | ------------- | ------------- |
| Szerb               | 25            | 27            |
| Bosnyák             | 0             | 0             |
| Horvát              | 5             | 5             |
| Jugoszláv           | 13            | 0             |
| Egyéb               | 97            | 42            |
| Összesen            | 140           | 74            |

## Története
A térség 1878-ig tartozott az Oszmán Birodalomhoz, ekkor a berlini kongresszus határozata alapján az Osztrák-Magyar Monarchia része lett. 1879-ben az első osztrák-magyar népszámlálás során a Prnjavori járáshoz tartozó Hrvaćani településnek 37 háztartása és 285 ortodox lakosa volt.  A monarchia szétesésével 1918-ban előbb a Szerb-Horvát-Szlovén Királyság, majd 1929-től a Jugoszláv Királyság része. Az 1929-es törvény értelmében, amikor Bosznia-Hercegovinát négy banovinára, Drinskára, Vrbaskára, Zetskára és Primorskára osztották, a település a Vrbaska banovina része lett, amelynek székhelye Banja Luka volt Jugoszlávia megszállása után a Független Horvát Állam (NDH) része lett. A második világháború után a település a szocialista Jugoszláviához tartozott. A daytoni békeszerződést követő területfelosztásnál a település Prnjavor község részeként a Szerb Köztársaság területéhez került. 